# Oddworld: Stranger's Wrath
Oddworld: Stranger's Wrath — пригодницька відеогра, розроблена Oddworld Inhabitants та видана Electronic Arts для Microsoft Windows та Xbox. Музика для гри була написана композитором Майклом Броссом. Гра була випущена 25 січня 2005. Версія для PlayStation 2 була запланована, але скасована.

## Сюжет
Гра Oddworld: Stranger's Wrath досить сильно відрізняється від попередніх проектів серії. Цього разу головним героєм виступає дехто Stranger, що працює мисливцем за головами. Його головне завдання — заробити 20000 мулахів (внутрішньоігрова валюта) для проведення якоїсь таємничої операції, для чого він повинен ловити злочинців, за яких обіцяно винагороду.
Ігровий процес ділиться на два режими. У першому, коли використовується вид від третьої особи, гравцеві належить досліджувати віртуальні простори і вистежувати чергову ціль. Другий режим виглядає як шутер від першої особи. Після того, як ціль висліджено, є два способи її схопити — живцем чи заздалегідь убивши. Друге зробити набагато легше, але і нагорода буде не такою високою, як при затриманні живого злочинця.

## Oddworld: Stranger's Wrath HD
Oddworld: Stranger's Wrath HD — перевидання оригінальної гри Oddworld: Stranger's Wrath, що виходила раніше на консоль Xbox. Цього разу гра одержала серйозно покращену графіку в розширенні 720p і підтримку управління контролером PlayStation Move.